# Robert Nozick
Robert Nozick (16. studenog 1938. – 23. siječnja 2002.), američki filozof, profesor na  sveučilištu Harvard.
Najpoznatiji po knjizi Anarhija, država i utopija (1974) u kojoj iznosi najzaokruženiju viziju suvremene  libertarijanističke filozofije. Knjiga je nastala kao svojevrstan odgovor na iznimno utjecajnu knjigu  Johna Rawlsa Teorija pravednosti, objavljenu tri godine ranije. 
Za razliku od Rawlsa koji u svojoj knjizi nudi opravdanje egalitarnog društvenog uređenja koje daje znatne ovlasti državi u pogledu raspodjele bogatstva (tzv. "država blagostanja"), Nozick se zalaže za tzv. "minimalnu državu" pri čemu je uloga države ograničena prije svega na pružanje zaštite i sigurnosti pojedincima koji žive u njezinim granicama. Nejednakosti u bogatstvu po Nozicku su opravdane ako su proizvod slobodnih i neprisiljenih sporazuma između suglasnih odraslih ljudi koji kreću s pravednih početnih pozicija.
Drugo značajno Nozickovo djelo su "Filozofska objašnjenja" u kojima iznosi svoje viđenje nekih od temeljnih problema  metafizike,  epistemologije i teorije vrijednosti.

## Glavna djela
- Anarhija, država i utopija, Zagreb: Naklada Jesenski i Turk, 2003. (izvorno 1974.)
- Filozofska objašnjenja (Philosophical Explanations), Cambridge: Harvard University Press, 1981.
- The Examined Life, New York: Simon & Schuster, 1989.

## Vanjske poveznice
- Neven Petrović, Robert Nozick (1938-2002), Prolegomena 2 (1) 2003.
- Tvrtko Jolić, Robert Nozick, Anarhija, država i utopija, Prolegomena 4 (1) 2005.